# Девдариани, Сеид Сардионович
Сеи́т (Сеи́д) Сардио́нович Девдариа́ни (груз. სეით სარდიონის ძე დევდარიანი, 1879, Кутаиси, по другим данным — Миронцминда — 21 сентября 1937, Тбилиси) — грузинский философ-марксист, депутат Грузинского национального совета и Конституционной ассамблеи Грузинской демократической республики.

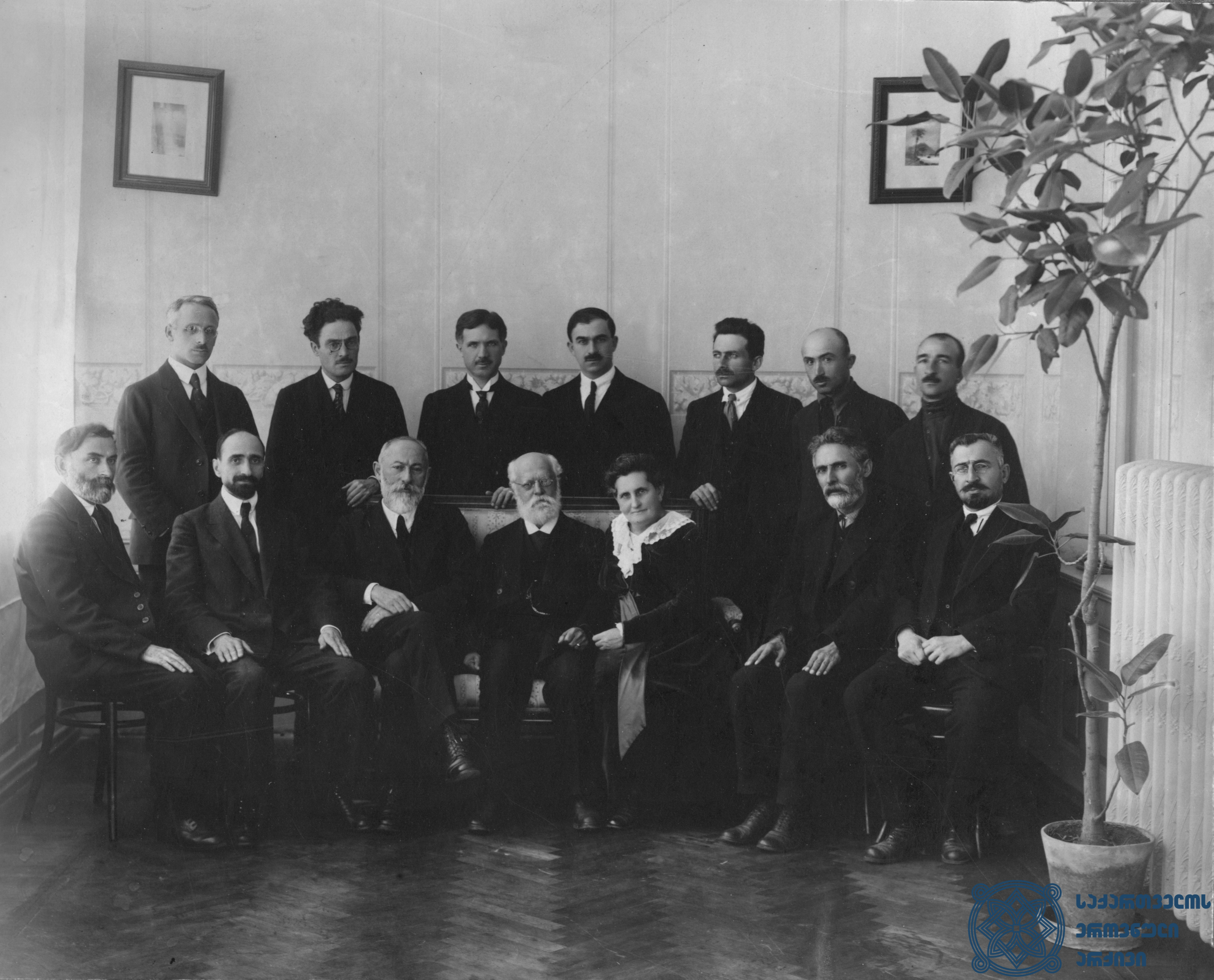
Карл Каутский с грузинскими социал-демократами, Тифлис, 1920.
1-й ряд, слева-направо: С. Девдариани, Н. Рамишвили, Н. Жордания, К. Каутский и его жена Луиза, С. Джибладзе, Р. Арсенидзе;
2-й ряд, слева-направо: секретарь Каутского Пауль Ольберг, В. Тевзая, К. Гварджаладзе, К. Сабахтарашвили, С. Тевзадзе, А. Урушадзе, Г. Цинцабадзе

## Биография
Окончил Тифлисскую духовную семинарию в 1898 году. Затем учился в Тарту, Харькове и США, получил юридическое образование. Член РСДРП с 1900 года.
Во время обучения в семинарии сблизился со своим однокурсником Иосифом Джугашвили, с которым жил в одном доме и покровителем которого стал на много лет. Именно Сеит привёл своего ровесника буквально за руку в социал-демократическую грузинскую группу «Месаме-даси» («Третья группа»). В этой связи будущий вождь Советского Союза долго считал Сеита своим первым учителем.
В 1906—1907 гг. Девдариани лично спасал Сталина от арестов, предоставляя ему убежище в своём родовом доме в Имеретии.
Сеит активно публиковался в социал—демократической прессе, писал философские и политические трактаты.
В 1917 г. возглавлял ячейку меньшевиков в Харькове. Летом 1917 г. избран гласным Харьковской городской думы. В конце 1917 уехал в Грузию, чтобы участвовать в создании там независимого государства.
В 1917—1919 гг. — депутат Грузинского национального совета и 1919—1921 гг. — Конституционной ассамблеи Грузинской демократической республики. Между 1921 и 1924 гг. — председатель нелегального Центрального комитета Грузинской социал-демократической партии. В 1922—1924 гг. — член нелегального Комитета независимости Грузии.
Затем полностью посвятил себя философии и истории.
В 1937 г. арестован в Тбилиси и репрессирован советской властью.
Девдариани был автором философских работ, в частности трехтомника «История грузинской мысли», рукопись которая была почти полностью уничтожена (сохранилась одна глава, которая и вышла в свет уже после объявления независимости Грузии).